# Grb Nigera
Grb Nigera je službeno uveden 1959.
Grb prikazuje četiri zastave Nigera oko zelenog štita. Na štitu su četiri simbola: u sredini je sunce, lijevo je koplje s dva prekrižena tuareška mača, desno tri biserna prosa, a na dnu glava zebua. Ispod štita je bijela traka sa službenim imenom države na francuskom Republique du Niger. Narančasta boja na grbu predstavlja pustinju Saharu na sjevernoj granici države, zelena doline na jugu i zapadu uz rijeku Niger, a bijela nadu i savansku regiju.